# Liste der denkmalgeschützten Objekte in Sierning
Die Liste der denkmalgeschützten Objekte in Sierning enthält die 17 denkmalgeschützten, unbeweglichen Objekte der Gemeinde Sierning im oberösterreichischen Bezirk Steyr-Land.

## Denkmäler
| Foto |                 | Denkmal                                                                       | Standort                                          | Beschreibung | Metadaten |
| ---- | --------------- | ----------------------------------------------------------------------------- | ------------------------------------------------- | --- | --- |
| ja   | Datei hochladen | Werndl-Kapelle HERIS-ID: 38331 Objekt-ID: 37868                               | Schwamingstraße Standort KG: Neuzeug              | | BDA-Hist.: Q37980568 Status: Bescheid Stand der BDA-Liste: 2025-06-30 Name: Werndl-Kapelle GstNr.: .397 Sierning Werndl-Kapelle                                  |
| ja   | Datei hochladen | Lett-Mühle HERIS-ID: 11434 Objekt-ID: 7534                                    | Schwamingstraße 1 Standort KG: Neuzeug            | | BDA-Hist.: Q38101036 Status: Bescheid Stand der BDA-Liste: 2025-06-30 Name: Lett-Mühle GstNr.: .398 Sierning Lett Mühle                                          |
| ja   | Datei hochladen | Taverne zu Neuzeug HERIS-ID: 12120 Objekt-ID: 8255                            | Theresia-Helm-Straße 28 Standort KG: Neuzeug      | | BDA-Hist.: Q38122486 Status: Bescheid Stand der BDA-Liste: 2025-06-30 Name: Taverne zu Neuzeug GstNr.: .48/1, .52 Taverne zu Neuzeug, Sierning                   |
| ja   | Datei hochladen | Eisenbahnstrecke HERIS-ID: 45961 Objekt-ID: 47549                             | Neuzeug Standort KG: Neuzeug                      | Die Bahntrasse führt – teilweise gesäumt von steilen Konglomeratwänden – entlang des rechten Ufers der Steyr bis zur Gemeindegrenze nach Aschach. | BDA-Hist.: Q38018310 Status: Bescheid Stand der BDA-Liste: 2025-06-30 Name: Eisenbahnstrecke GstNr.: 414 Steyrtalbahn in Neuzeug, Sierning                       |
| ja   | Datei hochladen | Bauernhof (Sölde) HERIS-ID: 45754 Objekt-ID: 47181                            | Niederbrunnernstraße 17 Standort KG: Oberbrunnern | | BDA-Hist.: Q38017448 Status: Bescheid Stand der BDA-Liste: 2025-06-30 Name: Bauernhof (Sölde) GstNr.: .49 Sierning Niederbrunnernstraße 17                       |
| ja   | Datei hochladen | Bürgerhaus, Ziererhäusl HERIS-ID: 38531 Objekt-ID: 38113                      | Bahnhofstraße 6 Standort KG: Sierning             | Die Barockfassade wurde vermutlich vom Steyrer Stadtbaumeister Johann Gotthard Hayberger entworfen. | BDA-Hist.: Q37981775 Status: Bescheid Stand der BDA-Liste: 2025-06-30 Name: Bürgerhaus, Ziererhäusl GstNr.: .106/1 Sierning Ziererhäusl                          |
| ja   | Datei hochladen | Friedhof christlich HERIS-ID: 62605 Objekt-ID: 75172                          | Friedhofgasse 3 Standort KG: Sierning             | | BDA-Hist.: Q38100570 Status: § 2a Stand der BDA-Liste: 2025-06-30 Name: Friedhof christlich GstNr.: 396/2, 396/3 Sierning Friedhof                               |
| ja   | Datei hochladen | Schloss Sierning HERIS-ID: 38532 Objekt-ID: 38114                             | Hochstraße 2 Standort KG: Sierning                | Das zweiflügelige Renaissanceschloss aus der Zeit um 1600 zeichnet sich durch einen schönen hofseitigen Arkadengang aus. | BDA-Hist.: Q15127823 Status: § 2a Stand der BDA-Liste: 2025-06-30 Name: Schloss Sierning GstNr.: .148/1 Schloss Sierning                                         |
| ja   | Datei hochladen | Pfarrhof HERIS-ID: 62604 Objekt-ID: 75171                                     | Hochstraße 30 Standort KG: Sierning               | | BDA-Hist.: Q38100560 Status: § 2a Stand der BDA-Liste: 2025-06-30 Name: Pfarrhof GstNr.: .131 Sierning Pfarrhof                                                  |
| ja   | Datei hochladen | Kath. Pfarrkirche hl. Stephan HERIS-ID: 52560 Objekt-ID: 59703                | Kirchenplatz 999 Standort KG: Sierning            | Dreischiffige gotische Hallenkirche, 1487 fertiggestellt. | BDA-Hist.: Q21634291 Status: § 2a Stand der BDA-Liste: 2025-06-30 Name: Kath. Pfarrkirche hl. Stephan GstNr.: .149 Pfarrkirche hl. Stephan, Sierning             |
| ja   | Datei hochladen | Mitterweg-Kapelle HERIS-ID: 62606 Objekt-ID: 75173                            | Mitterweg 24, gegenüber Standort KG: Sierning     | | BDA-Hist.: Q38100580 Status: § 2a Stand der BDA-Liste: 2025-06-30 Name: Mitterweg-Kapelle GstNr.: .327 Sierning Mitterweg-Kapelle                                |
| ja   | Datei hochladen | Volksschule HERIS-ID: 62607 Objekt-ID: 75174                                  | Neustraße 21 Standort KG: Sierning                | | BDA-Hist.: Q38100586 Status: § 2a Stand der BDA-Liste: 2025-06-30 Name: Volksschule GstNr.: .355 Sierning Volksschule                                            |
| ja   | Datei hochladen | Ehem. Bürgerspital/Martinsspital mit Kapelle HERIS-ID: 38533 Objekt-ID: 38115 | Steyrer Straße 38 Standort KG: Sierning           | | BDA-Hist.: Q37981791 Status: Bescheid Stand der BDA-Liste: 2025-06-30 Name: Ehem. Bürgerspital/Martinsspital mit Kapelle GstNr.: .79, .263 Sierning Bürgerspital |
| ja   | Datei hochladen | Ehem. Hirtner-Mühle HERIS-ID: 57958 Objekt-ID: 68328                          | Sierninghofenstraße 63 Standort KG: Sierninghofen | | BDA-Hist.: Q38079609 Status: Bescheid Stand der BDA-Liste: 2025-06-30 Name: Ehem. Hirtner-Mühle GstNr.: .99/1, .99/2                                             |
| ja   | Datei hochladen | Bauhofer-Bäckenhaus HERIS-ID: 38534 Objekt-ID: 38116                          | Sierninghofenstraße 65 Standort KG: Sierninghofen | | BDA-Hist.: Q37981801 Status: Bescheid Stand der BDA-Liste: 2025-06-30 Name: Bauhofer-Bäckenhaus GstNr.: .96 Bauhofer-Bäckenhaus, Sierninghofen                   |
| ja   | Datei hochladen | Bürgerhaus, Ludwiggütl HERIS-ID: 57917 Objekt-ID: 68273                       | Sierninghofenstraße 72 Standort KG: Sierninghofen | | BDA-Hist.: Q38079351 Status: Bescheid Stand der BDA-Liste: 2025-06-30 Name: Bürgerhaus, Ludwiggütl GstNr.: .40 Sierning Ludwiggütl                               |
| ja   | Datei hochladen | Ehem. Brauerei und Wohnhaus Wahlmühle HERIS-ID: 57320 Objekt-ID: 67262        | Steyrer Straße 41 Standort KG: Sierninghofen      | Der Ursprung der Wahlmühle liegt im Mittelalter. Auf einem Stich aus dem Jahre 1674 hat die Anlage einen festungsartigen Charakter. Die ehemalige Brauerei wurde mehrmals umgebaut und es finden sich Stilelemente des 16. und 17. Jahrhunderts, sowie zweckdienliche, frühe Industriearchitektur. Die Gewölbe im Haupthaus dienten als Bierkeller, für die Mälzerei und das Südhaus wurden eigene Gebäude mit den notwendigen Einrichtungen und Schloten errichtet. | BDA-Hist.: Q15110949 Status: Bescheid Stand der BDA-Liste: 2025-06-30 Name: Ehem. Brauerei und Wohnhaus Wahlmühle GstNr.: .9/1 Wahlmühle Sierninghofen           |